# 罗泽里约勒
罗泽里约勒（法語：Rozérieulles，法語發音：[ʁozeʁjœl]；洛林语：Rouselieur）是法国摩泽尔省的一个市镇，属于梅斯区。

## 地理
罗泽里约勒（49°6'23"N, 6°4'55"E）面积6.58 平方千米，位于法国大東部大區摩泽尔省，该省份为法国东北部内陆省份，是洛林的一部分，西南接默尔特-摩泽尔省，东临下莱茵省，北与卢森堡和德国接壤。
与罗泽里约勒接壤的市镇（或旧市镇、城区）包括：沙泰勒圣日耳曼、格拉沃洛特、瑞西、圣吕菲娜、韦尔内维尔。

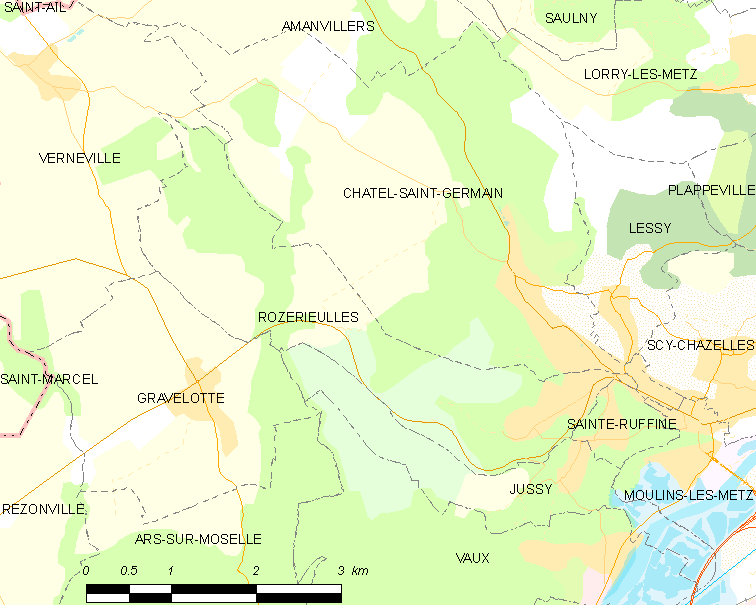
罗泽里约勒的OSM定位图

罗泽里约勒的时区为UTC+01:00、UTC+02:00（夏令时）。

## 行政
罗泽里约勒的邮政编码为57160，INSEE市镇编码为57601。

## 政治
罗泽里约勒所属的省级选区为摩泽尔山坡县。

## 人口

1962-2008年间罗泽里约勒人口变化图示

罗泽里约勒于2022年1月1日时的人口数量为1330人。